# Eparquía de Nuestra Señora del Paraíso en México
La eparquía de Nuestra Señora del Paraíso en México (en latín: Eparchia Dominae Nostrae Paradisi in Civitate Mexicana Graecorum Melkitarum y en árabe: سيدة الفردوس في مكسيكو‎) es una circunscripción eclesiástica de la Iglesia católica en México. Se trata de una eparquía greco-melquita católica inmediatamente sujeta a la Santa Sede. Desde el 7 de junio de 1994 es sede vacante. Su administrador apostólico es el eparca es Joseph Khawam, de la Orden de San Basilio de los melquitas de Alepo.

## Territorio y organización
La eparquía tiene 1 964 375 km² y extiende su jurisdicción sobre los fieles greco-melquita católicos residentes en México. 
La sede de la eparquía se encuentra en la Ciudad de México, en donde se halla la Catedral de Porta Coeli.
En 2021 en la eparquía existía 1 parroquia.

## Historia
Inmigrantes melquitas del Líbano y en menor medida de Siria, Jordania y Egipto, comenzaron a llegar a México en el último cuarto del siglo XIX. En 1921 el sacerdote Filemón Chami de la Orden Basiliana Salvatoriana llegón de visita a México y al año siguiente el patriarca le confió la tarea misional en el país. El 5 de abril de 1952 consiguió que el Gobierno mexicano —que tenía incautadas todas las iglesias— le cediera la llamada Porta Coeli (también llamada santuario del Señor del Veneno) en el centro de la Ciudad de México.
El 5 de diciembre de 1983 el papa Juan Pablo II designó al obispo de curia del patriarcado melquita y archieparca titular de Edesa en Osroena, Boutros Raï, como visitador apostólico para los greco-melquitas católicos de México, Argentina y Venezuela. La eparquía fue erigida el 27 de febrero de 1988 mediante la bula Apostolorum Principis del papa Juan Pablo II, designando a la vez a como eparca a Boutros Raï.

Cum igitur Venerabilis Frater Noster S. R. E. Cardinalis Lourdusamy Congregationi pro Ecclesiis Orientalibus praepositus, assentiente vero Patriarcha Graecorum Melkitarum catholicorum una cum synodo eiusdem Patriarchatus, efflagitaverit ut Communitas fidelium ritus byzantini Graecorum Melkitarum catholicorum in Mexicana Civitate ad gradum dignitatemque Eparchiae eveheretur, Nos, re profecto diligenter spectata, expostulationibus admotis annuentes, confisi haec omnia in fidelium utilitatem esse cessura, ex Nostra Apostolica auctoritate, decernimus ut Communitas quam supra memoravimus Eparchiae honore augeatur, Dominae Nostrae Paradisi in Civitate Mexicana appellandae, additis pariter iuribus atque obligationibus quae ad Nane pertinent dignitatem et condicionem. Haec quidem res reliquaque secundum codicis orientalis praecepta piane temperentur. Ceterum, hanc tribuendo dignitatem erga istam dilectam Communitatem dilectionem Nostram palam testificari volumus, minime posthac addubitantes quin singuli novae Eparchiae fideles ex hac quidem re spiritalis vitae vehementiora accipiant incitamenta.

El eparca Boutros Raï retuvo su cargo de visitador apostólico en Argentina y en Venezuela hasta que fue creado el exarcado apostólico melquita de Venezuela el 19 de febrero de 1990, siendo designado su primer exarca apostólico reteniendo el de eparca de México y de visitador apostólico en Argentina. Boutros Raï falleció en el cargo el 7 de junio de 1994. 
El 11 de julio de 1994 Juan Pablo II designó al archimandrita Antoine Mouhanna como administrador apostólico de la eparquía, quien a su vez falleció el 22 de mayo de 2006. El 31 de mayo de 2006 la Congregación para las Iglesias Orientales designó como administrador apostólico de la eparquía a pedido del patriarca Gregorio III al archimandrita Gabriel Ghanoum, párroco de la St. Jude Melkite Catholic Church de Miami en Estados Unidos. En julio de 2007 el patriarca Gregorio III lo distinguió con los títulos de gran archimandrita de Antioquía y exarca patriarcal de México. En 2010 Ghanoum fue transferido a la St. Nicholas Melkite Catholic Mission de Delray Beach en Florida, manteniendo sus visitas regulares a México. Desde 2008 fue designado un vicario en la eparquía.
Entre el 3 y 9 de noviembre de 2008 se realizó en Acapulco y en la Ciudad de México el VI congreso de obispos greco-melquitas de la emigración, presidido por el patriarca Gregorio III.
El 16 de enero de 2015 el papa Francisco designó al obispo de la eparquía de Nuestra Señora de la Anunciación en Newton en Estados Unidos, Nicholas James Samra, como administrador apostólico ad nutum Santae Sedis.

## Estadísticas
Según el Anuario Pontificio 2022 la eparquía tenía a fines de 2021 un total de 3030 fieles bautizados.
| Año                                                                             | Población            | Población | Población      | Sacerdotes | Sacerdotes    | Sacerdotes    | Bautizados por sacerdote | Diáconos permanentes | Religiosos | Religiosos | Parroquias |
| Año                                                                             | Bautizados católicos | Total     | % de católicos | Total      | Clero secular | Clero regular | Bautizados por sacerdote | Diáconos permanentes | Varones    | Mujeres    | Parroquias |
| ------------------------------------------------------------------------------- | -------------------- | --------- | -------------- | ---------- | ------------- | ------------- | ------------------------ | -------------------- | ---------- | ---------- | ---------- |
| 1990                                                                            | 2000                 | ?         | ?              | 1          | 1             |               | 2000                     |                      |            |            | 1          |
| 1997                                                                            | 2500                 | ?         | ?              | 1          | 1             |               | 2500                     |                      |            |            | 1          |
| 2000                                                                            | 2500                 | ?         | ?              | 2          | 1             | 1             | 1250                     |                      | 1          |            | 1          |
| 2001                                                                            | 2500                 | ?         | ?              | 2          | 1             | 1             | 1250                     |                      | 1          |            | 1          |
| 2002                                                                            | 4500                 | ?         | ?              | 3          | 1             | 2             | 1500                     |                      | 2          |            | 1          |
| 2004                                                                            | 4600                 | ?         | ?              | 4          | 1             | 3             | 1150                     |                      | 3          |            | 1          |
| 2005                                                                            | 4700                 | ?         | ?              | 5          | 2             | 3             | 940                      |                      | 3          |            | 1          |
| 2016                                                                            | 4746                 | ?         | ?              | 5          | 2             | 3             | 949                      |                      | 3          |            | 1          |
| 2019                                                                            | 3000                 |           |                | 2          | 1             | 1             | 1500                     |                      | 2          |            | 1          |
| 2021                                                                            | 3030                 |           |                | 2          | 1             | 1             | 1515                     |                      | 2          |            | 1          |
| Fuente: Catholic-Hierarchy, que a su vez toma los datos del Anuario Pontificio. |                      |           |                |            |               |               |                          |                      |            |            |            |

## Episcopologio
- Boutros Raï, B.A. † (27 de febrero de 1988-7 de junio de 1994 falleció)
  - Sede vacante (desde 1994)
  - Antoine Mouhanna † (11 de julio de 1994-22 de mayo de 2006 falleció) (administrador apostólico)
  - Gabriel Ghanoum, B.S. (31 de mayo de 2006-16 de enero de 2015) (administrador apostólico)
  - Nicholas James Samra, desde el 16 de enero de 2015 (administrador apostólico)
  - Joseph Khawam, B.A., desde el 20 de diciembre de 2019 (administrador apostólico)